# Nieuwe Orde (Indonesië)
De Nieuwe Orde (Indonesisch: Orde Baru, afgekort Orba) is een term die wordt gebruikt voor de periode dat Indonesië werd geleid door het regime van president Soeharto, tussen 1966 en 1998. De term 'Nieuwe Orde' werd door Soeharto zelf geïntroduceerd in 1966, nadat hij door middel van de Supersemar feitelijk de macht had overgenomen van president Soekarno. De periode onder leiding van Soekarno – bestaande uit de Indonesische Onafhankelijkheidsoorlog (1945-1949), de periode van parlementaire democratie (1950-1957) en de geleide democratie (1957-1966) – werd vanaf dat moment ook wel de Oude Orde (Orde Lama) genoemd.

## Begin van de Nieuwe Orde
Het begin van het einde voor de geleide democratie van Soekarno was een poging tot staatsgreep in de nacht van 30 september op 1 oktober 1965. Deze staatsgreep door de '30-Septemberbeweging' (Gerakan 30 September of G30S) staat bekend als de Kudeta. Bij de poging tot staatsgreep werden zes hoge militairen gedood, waaronder commandant van de landmacht (en tevens minister) Ahmad Yani. Coördinerend minister voor defensie en veiligheid Abdul Harris Nasution was een belangrijk doelwit geweest, maar hij overleefde. Zijn vijfjarige dochter Ade Irma Suryani Nasution en zijn adjudant Pierre Tendean werden wel gedood.
Terwijl Soekarno weigerde partij te kiezen, werd door het leger — onder leiding van generaal Soeharto — de schuld aan de communisten van de PKI gegeven. Dit leidde de Indonesische massamoord van 1965-66 in. Ook verschillende communistische politici werden gedood, waaronder de kabinetsleden D.N. Aidit, M.H. Lukman en Njoto. Tegen het einde van de massamoord, in februari 1966, probeerde Soekarno zijn eigen positie weer te verstevigen door het Kabinet Dwikora II te installeren.

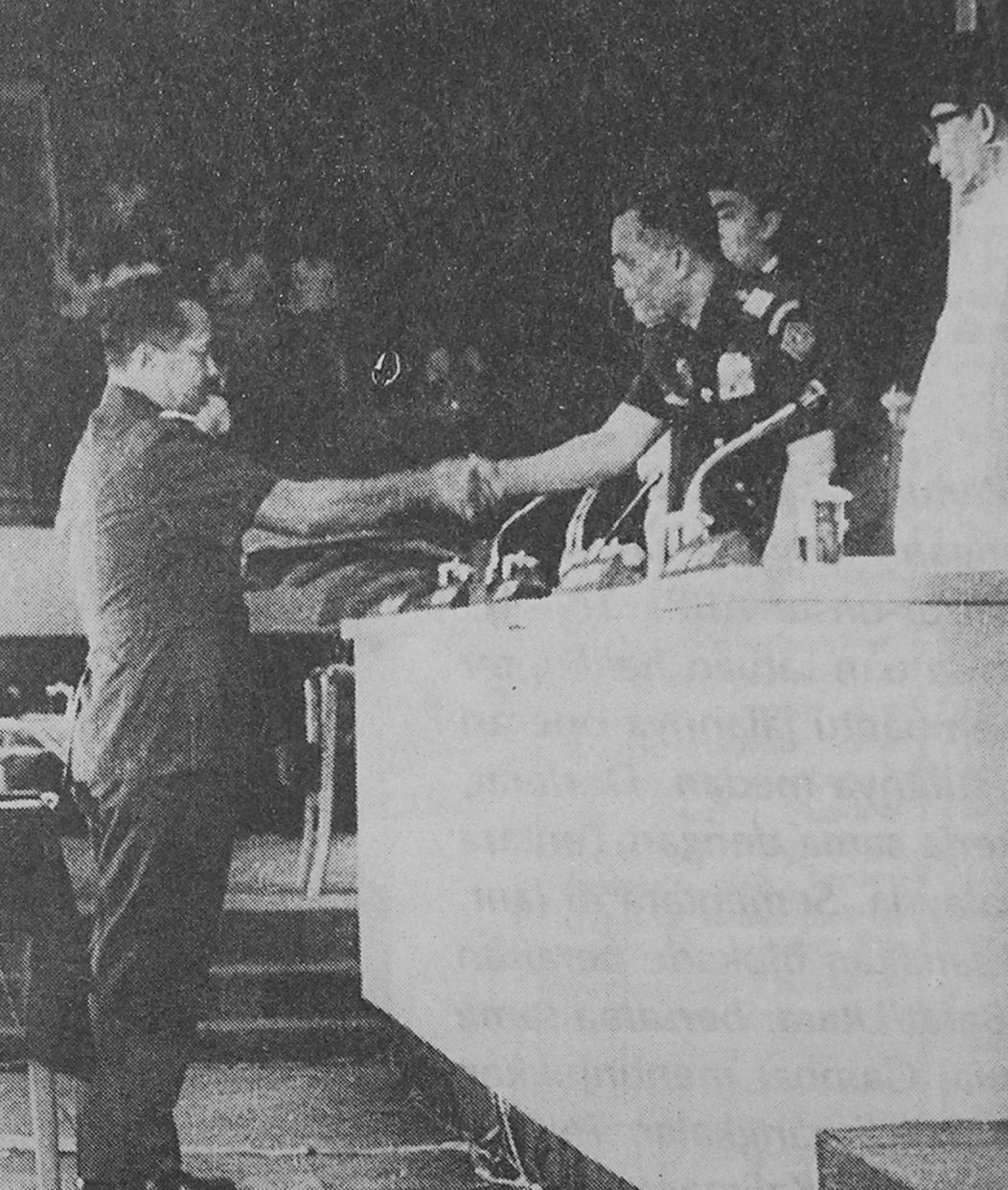
Soeharto wordt gefeliciteerd door Nasution voor zijn benoeming tot waarnemend president (1967).

De geest was echter uit de fles en grootschalige studentenprotesten gaven de mogelijkheid aan het leger om een nog grotere rol te gaan spelen. Op 11 maart nam het leger — in de persoon van landmachtcommandant Soeharto — de feitelijke macht stevig in handen door president Soekarno te dwingen de Supersemar te ondertekenen. De Supersemar was een document waarmee Soekarno de bevoegdheid gaf aan Soeharto om alles te doen wat hij nodig achtte om de chaotische situatie volgend op de Kudeta en de massamoorden in goede banen te leiden. Hoewel Soekarno nog een tijdje president bleef was alle macht nu praktisch in handen van Soeharto. Een dag later gebruikte hij die macht om de PKI te verbieden en in de volgende week werden 15 ministers uit het Kabinet Dwikora II gearresteerd. Vanwege de arrestatie van de ministers werd korte tijd later het kabinet opgeheven en vervangen door het Kabinet Dwikora III. Hierin was Soekarno nog wel president en premier, maar de feitelijke macht lag steeds meer bij luitenant-generaal Soeharto. Enkele maanden later werd het kabinet vervangen door het Kabinet Ampera I, praktisch geleid door Soeharto, en op 12 maart 1967 werd Soekarno afgezet als president en opgevolgd door Soeharto (eerst als waarnemend president). Soekarno werd onder huisarrest geplaatst en hiermee was de periode van geleide democratie definitief ten einde, en de Nieuwe Orde begonnen.

## Beleid en politiek

### Economie
Vanaf het begin van de Nieuwe Orde werd het economische beleid van het Soeharto-regime gevormd door een groep adviseurs van de president die bekend stonden als de "Berkeley-maffia". Zij hadden alen gestudeerd aan de Universiteit van Californië - Berkeley in de Verenigde Staten. Onder hen waren Widjojo Nitisastro, de decaan van de economische faculteit van de Universitas Indonesia, en Ali Wardhana, die vervolgens 20 jaar lang minister van financiën werd in de kabinetten van Soeharto.
Het economische beleid van de Nieuwe Orde was een grote breuk met die van het voorgaande regime van Soekarno. Het doel van Soekarno was geweest om zelfvoorzienend te zijn. Soeharto opende de Indonesische economie voor buitenlandse investeerders, onder andere door middel van de Wet op de Buitenlandse Investeringen van januari 1967. Dit ging gepaard met allerlei belastingvoordelen voor buitenlandse ondernemingen. Dit leidde onder andere tot de toetreding van mijnbouwbedrijf Freeport tot het land. Door harde ingrepen in de economie werd de inflatie teruggebracht van ruim 650% in 1966 tot onder de 20% drie jaar later. Ook werd de dreiging van hongersnood vermeden door voedselhulp van USAID toe te laten.